# Weitzer-Triebwagen der Straßenbahn Timișoara

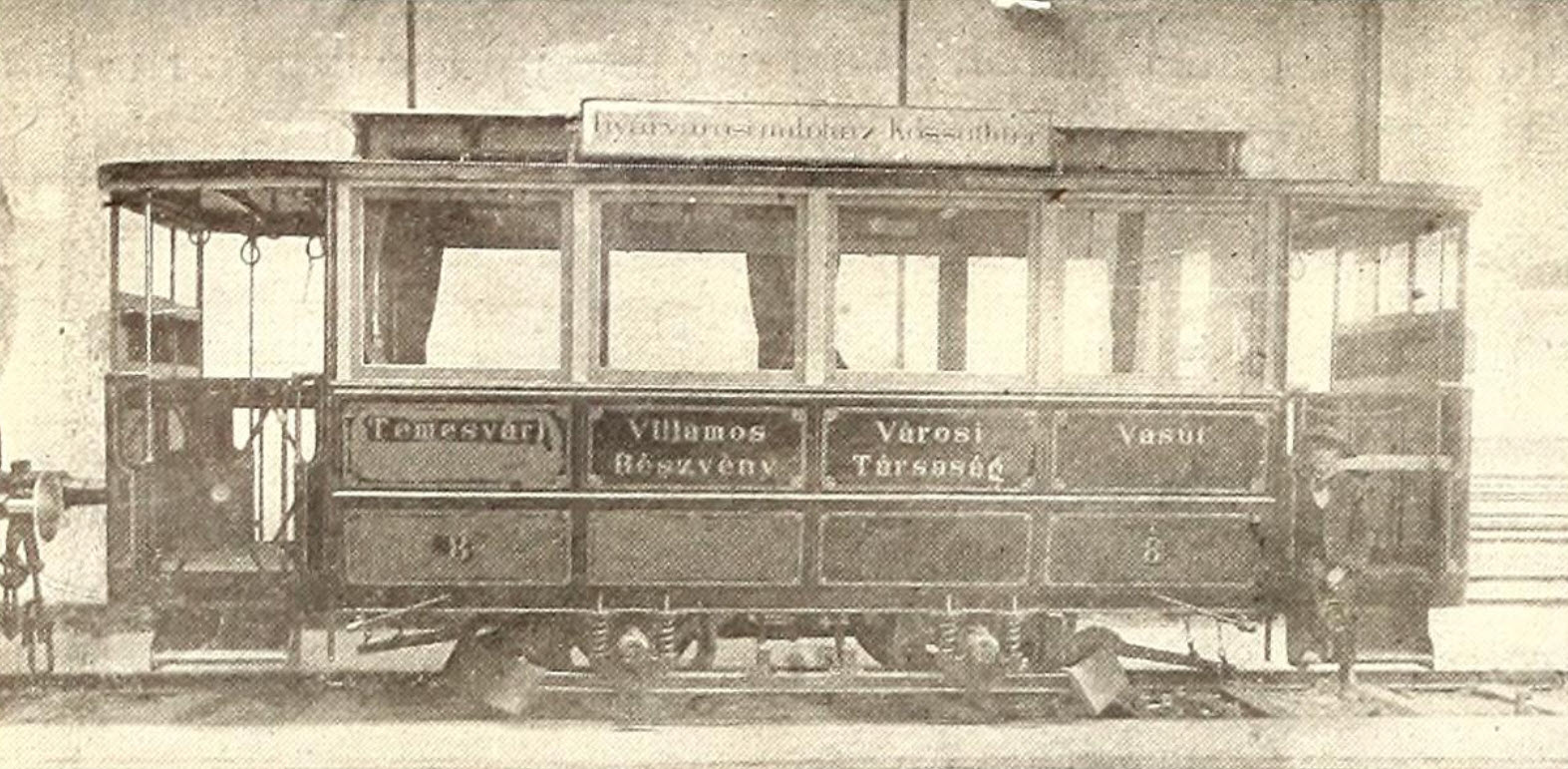
Wagen Nummer 8 auf der Weltausstellung Paris 1900

Vor dem heutigen Gara Timișoara Nord: Wagen Nummer 4 mit einem ehemaligen Pferdebahnwagen

Die Weitzer-Triebwagen der Straßenbahn Timișoara waren eine Serie von Straßenbahn-Triebwagen der Straßenbahn Timișoara in Rumänien, die zum Zeitpunkt der Beschaffung noch zum Königreich Ungarn gehörte. Hersteller der insgesamt 17 normalspurigen Zweiachser war die Waggonfabrik János Weitzer aus dem nahen Arad, die elektrische Ausrüstung lieferte die Electricitäts-Gesellschaft Felix Singer & Co. aus Berlin zu. Sie waren die erste Generation elektrischer Straßenbahnwagen in Timișoara. Die damalige Temesvári Villamos Városi Vasút Részvénytársaság (TVVV) beschaffte sie, als sie die seit 1869 bestehende Pferdebahn zum 27. Juli 1899 auf elektrischen Betrieb umstellte.

## Beschreibung
Das Abteil war 4365 Millimeter lang und 2080 Millimeter breit sowie gegenüber den offenen Plattformen durch Schiebetüren abgetrennt. Die beiden Plattformen waren jeweils 1100 Millimeter lang und 1650 Millimeter breit. Die Wagen hatten 18 Sitzplätze auf Längsbänken aus Teakholzlatten und je sechs Stehplätze auf den beiden Plattformen. Sie konnten somit bis zu 30 Fahrgäste befördern.
Die Stromübertragung erfolgte über einen Stangenstromabnehmer mit Kontaktrolle des Systems Dickinson, die Leistung der einmotorigen Wagen (System Walker) betrug anfangs 20 Pferdestärken. Charakteristisch für die kleinen vierfenstrigen Wagen war ihr kurzer Achsstand von nur 1680 Millimetern. Ebenso typisch war die etwas hervorstehende Blechverkleidung der Armaturen, weshalb auch die dreigeteilte Frontscheibe vergleichsweise niedrig ausfiel.
Der Rahmen war komplett aus Metall, die Eisenträger verfügten über schmiedeeiserne Schutzbleche. Die Radsatzlager nach dem System von Johann Korbuly, welche die Bremsspindel vollständig umgaben, waren mit Konsolen ausgestattet, auf denen die Schraubenfedern ruhten. Die Hebelbremse konnte von beiden Plattformen aus per Kurbel und Kette bedient werden.
Der hölzerne Wagenkasten war blechverkleidet und wurde von einem Laternendach überragt, in das zur Belüftung des Innenraums kippbare Fenster eingebaut waren. Die Innenwände waren aus Teak- und Pechkiefernholz gefertigt. Die je vier Holzrahmenfenster je Seite waren mit Vorhängen ausgestattet. Den stehenden Fahrgästen standen, sowohl im Innenraum als auch auf den Plattformen, am Dach des Wagens befestigte Ledergriffe zur Verfügung. Die Abteilbeleuchtung erfolgte durch Glühlampen.

## Einsatz

Ein unbekannter Weitzer-Wagen im damals üblichen Linksverkehr auf der Piața Sfântul Gheorghe, kriegsbedingt wurden die Einstiegsgitter durch Holzgatter ersetzt

Der ersten zehn Weitzer-Wagen wurden bereits 1898 erbaut und standen somit schon vorab für Probefahrten zur Verfügung. Die restlichen sind in der ersten Hälfte des Jahres 1899 entstanden. Sie verkehrten überwiegend solo, auf den beiden Hauptlinien I und II kamen sie in den Hauptverkehrszeiten jedoch auch mit Spiering-Beiwagen von 1869 zum Einsatz, bei denen es sich um ehemalige Pferdebahnwagen handelte. Für den planmäßigen Betrieb der anfänglich fünf Linien wurden bis 1906 13 Wagen benötigt, das heißt vier standen als Reserve bereit. Wagen Nummer 8 wurde ferner im Jahr 1900 auf der Weltausstellung in Paris einem breiten Publikum präsentiert, wo er jedoch ohne elektrische Ausrüstung ausgestellt war.
Weil sich die Motorisierung auf Dauer als zu gering erwies, erhöhte die Gesellschaft 1909 die Motorleistung bei allen 17 Wagen um fünf auf 25 Pferdestärken. Dass die später auch kleine Wagen genannten Weitzer-Triebwagen zu schwach waren, fiel vor allem im direkten Vergleich zu den ab 1906 eingesetzten zweimotorigen Wagen der Hersteller Schlick und M.W.G. – vor Ort auch große Wagen beziehungsweise ab 1922 Typ B genannt – auf. Diese boten außerdem mehr Fahrgästen Platz. Mit der Einführung der größeren Wagen endete am 21. Mai 1906 vorübergehend auch der Beiwagenbetrieb in Timișoara, somit kamen die Weitzer-Wagen ab 1906 nur noch solo zum Einsatz. Zwar führte die Gesellschaft 1909 auf der Linie I wieder Anhänger ein, jedoch standen hierfür ausreichend große Wagen zur Verfügung. Weitere Änderungen waren der nachträgliche Einbau von Fahrwerksfedern aus Stahlblech für höheren Reisekomfort im Jahr 1913 sowie der kriegsbedingte Ersatz der Metallgitter in den Einstiegsbereichen durch Holzgatter.
Bereits mit der 1915 erfolgten letzten Lieferung von großen Wagen konnte auf die kleinen Weitzer-Wagen im Regelbetrieb weitgehend verzichtet werden. Lediglich ein kleiner Teil des täglichen Wagenauslaufs musste weiterhin planmäßig mit ihnen bedient werden, die übrigen dienten entsprechend als Reserve:
- gemäß Statistik vom 31. Dezember 1915: 28 Kurse, davon 26 mit großen Wagen und zwei mit Weitzer-Wagen
- gemäß Statistik vom 31. Dezember 1916: 28 Kurse, davon 26 mit großen Wagen und zwei mit Weitzer-Wagen
- gemäß Statistik vom 31. Dezember 1917: 28 Kurse, davon 26 mit großen Wagen und zwei mit Weitzer-Wagen
- gemäß Statistik vom 31. Dezember 1918: 26 Kurse, davon 26 mit großen Wagen
- gemäß Statistik vom 31. Dezember 1919: 27 Kurse, davon 26 mit großen Wagen und einer mit Weitzer-Wagen
- gemäß Statistik vom 31. Dezember 1920: 26 Kurse, davon 26 mit großen Wagen

## Umbau zu Beiwagen beziehungsweise D-Triebwagen
Weil zu Beginn des Ersten Weltkriegs insbesondere die schwächeren Weitzer-Wagen starken Belastungen ausgesetzt waren, waren diese am Ende des Krieges stark verschlissen. Erschwerend hinzu kam: In der unmittelbaren Nachkriegszeit waren keine elektrischen Ersatzteile erhältlich, insbesondere unter Berücksichtigung der damals unsicheren politischen Situation nach dem Zusammenbruch der österreichisch-ungarischen Doppelmonarchie. So baute die mittlerweile Tramvaiele Comunale Timișoara (T.C.T.) genannte Straßenbahngesellschaft 14 von Weitzer-Wagen in Beiwagen um, die dann ab 1922 als Typ A beziehungsweise Typ AII geführt wurden:
- 1919: acht Wagen mit unbekannten Nummern (Typ A)
- 1920: vier Wagen mit unbekannten Nummern (Typ A)
- 1921: Wagen 7 und 13 (Typ AII, im Zuge der Demotorisierung vollständig rekonstruiert)

Die Wagen 4 und 8 wurden hingegen 1921 – unter Weiterverwendung der Fahrgastkabine und dem Anbau neuer Plattformen – in die beiden D-Triebwagen mit den Nummern 44 (ehemals 8) und 46 (ehemals 4) umgebaut. Weitere Umbauten unterblieben jedoch, weil die Gesellschaft alternativ die sieben vollständig neu erstellen Wagen des Typs DII baute, die Kopien der D-Wagen waren.
Die 14 freigewordenen elektrischen Ausrüstungen der demotorisierten Weitzer-Triebwagen fanden ebenfalls eine weitere Verwendung. Mit ihnen stattete die Gesellschaft noch bis 1927 alle Eigenbautriebwagen aus, dies waren die sieben DII-Wagen (1922–1924), der selbstfahrende Schneepflug (1925) sowie die sechs F-Wagen (1925–1927).
Nachdem außerdem Wagen Nummer 6 schon spätestens ab 1919 als Arbeitswagen diente, stand somit ab 1921 kein einziger Weitzer-Triebwagen mehr für den Personenverkehr zur Verfügung.

## Verbliebener Triebwagen Nummer 6

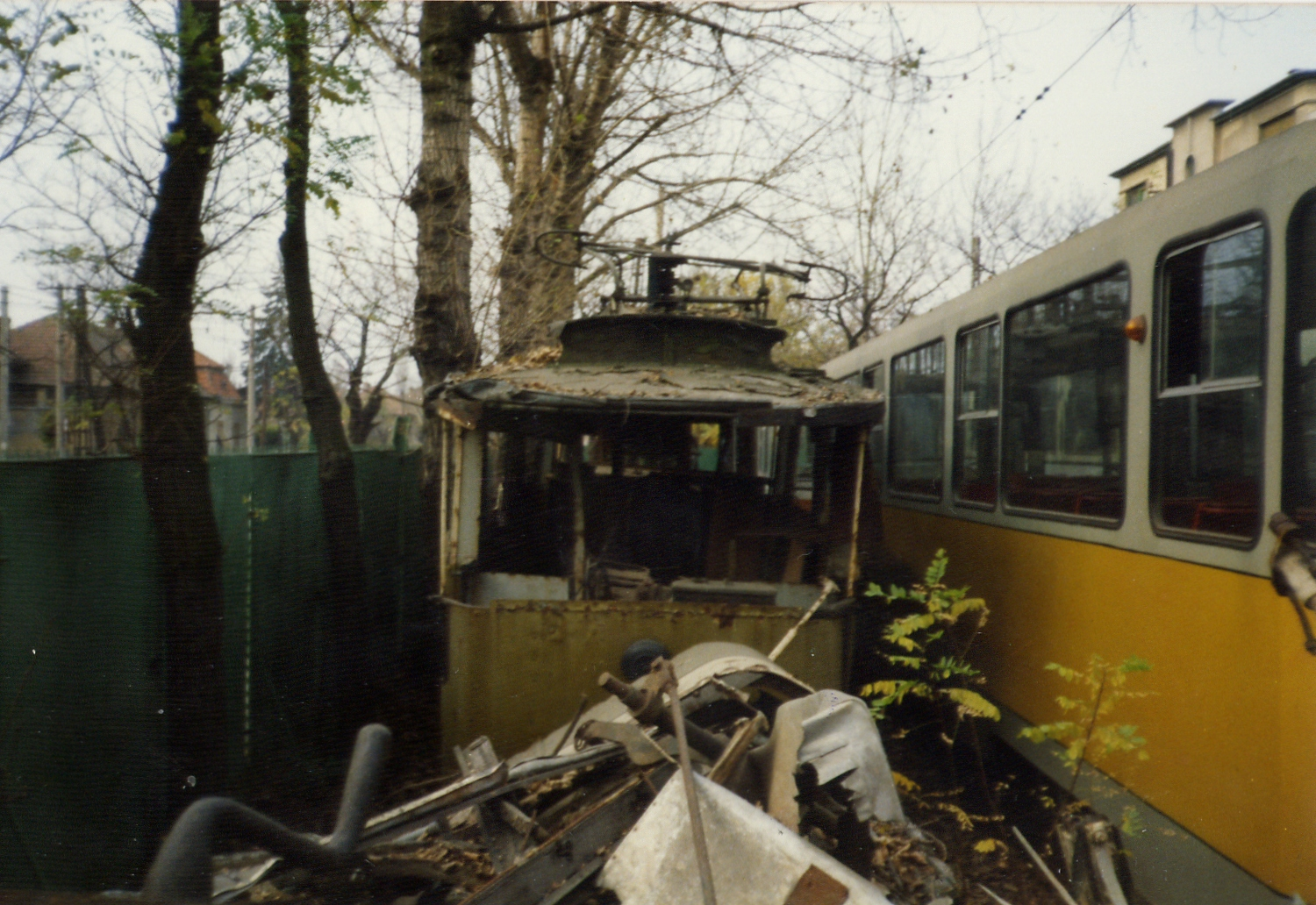
Der ehemalige Triebwagen 6 im Jahr 1989

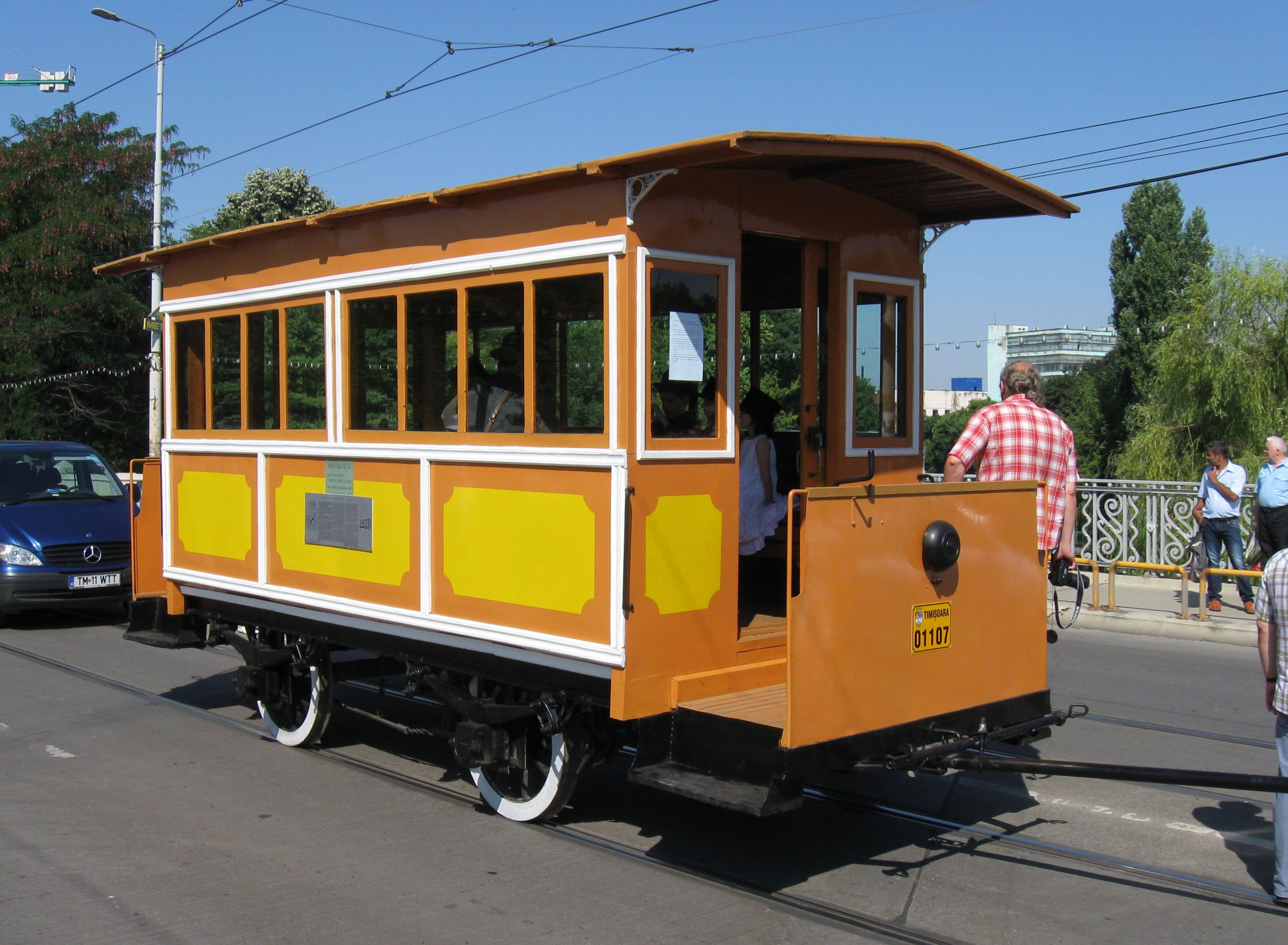
Der ehemalige Triebwagen 6 mit neuem Aufbau von 1994, aufgenommen 2011

Der Arbeitswagen mit der Nummer 6 erhielt in der ersten Hälfte der 1920er Jahre als einziger Weitzer-Triebwagen statt des ursprünglichen Rollenstromabnehmers einen moderneren Bügelstromabnehmer. Er diente für Reparaturen an der Oberleitung und war zu diesem Zweck meist gemeinsam mit dem Turmwagen der Gesellschaft im Einsatz. Mitte der 1920er Jahre erhielt er die 1923 frei gewordene Nummer 2 in Zweitbesetzung.
Weil Ende der 1920er Jahre ein großer Mangel an Beiwagen herrschte, wurde der letzte Weitzer-Triebwagen zum 21. März 1927 – unter Beibehaltung der Nummer 2 – vorübergehend in einen Anhänger für den regulären Personenverkehr umgewandelt. Er wurde daher vorübergehend ebenfalls als Typ A geführt. Schon ab dem 1. März 1932 nutzte ihn die Straßenbahngesellschaft aber wieder als motorisierten Arbeitswagen, wobei er aber seine Betriebsnummer gänzlich verlor und fortan ohne Bezeichnung im Einsatz war. Im Zuge des Modernisierungsprogramms der Jahre 1956 bis 1960 erhielt er ferner – wie alle anderen Wagen des damaligen Bestands – einen Scherenstromabnehmer.
Zum 70-jährigen Jubiläum der elektrischen Straßenbahn im Juli 1969 richtete das Verkehrsunternehmen den Arbeitswagen als Museumswagen her und präsentierte ihn mit der Seitenbeschriftung "1899 1969" der Öffentlichkeit. Ab 1972 war das Fahrzeug – weiterhin ohne Betriebsnummer – dem damals eröffneten Depot Nummer 2 im Stadtteil Dâmbovița als Rangiertriebwagen zugeteilt. Nachdem diese Aufgabe ab 1975 die Lokomotive 1 übernommen hatte, wurde der letzte Weitzer-Triebwagen nach 76 Betriebsjahren ausgemustert.
Anlässlich des Jubiläums 125 Jahre Straßenbahn im Jahre 1994 wurde er schließlich erneut demotorisiert und zu einem historischen Pferdebahnwagen umgebaut. Hierzu erhielt er einen neuen Aufbau nach dem Vorbild der allerersten nach Timișoara gelieferten Straßenbahnwagen aus dem Jahr 1869.

## Verwandte Baureihen

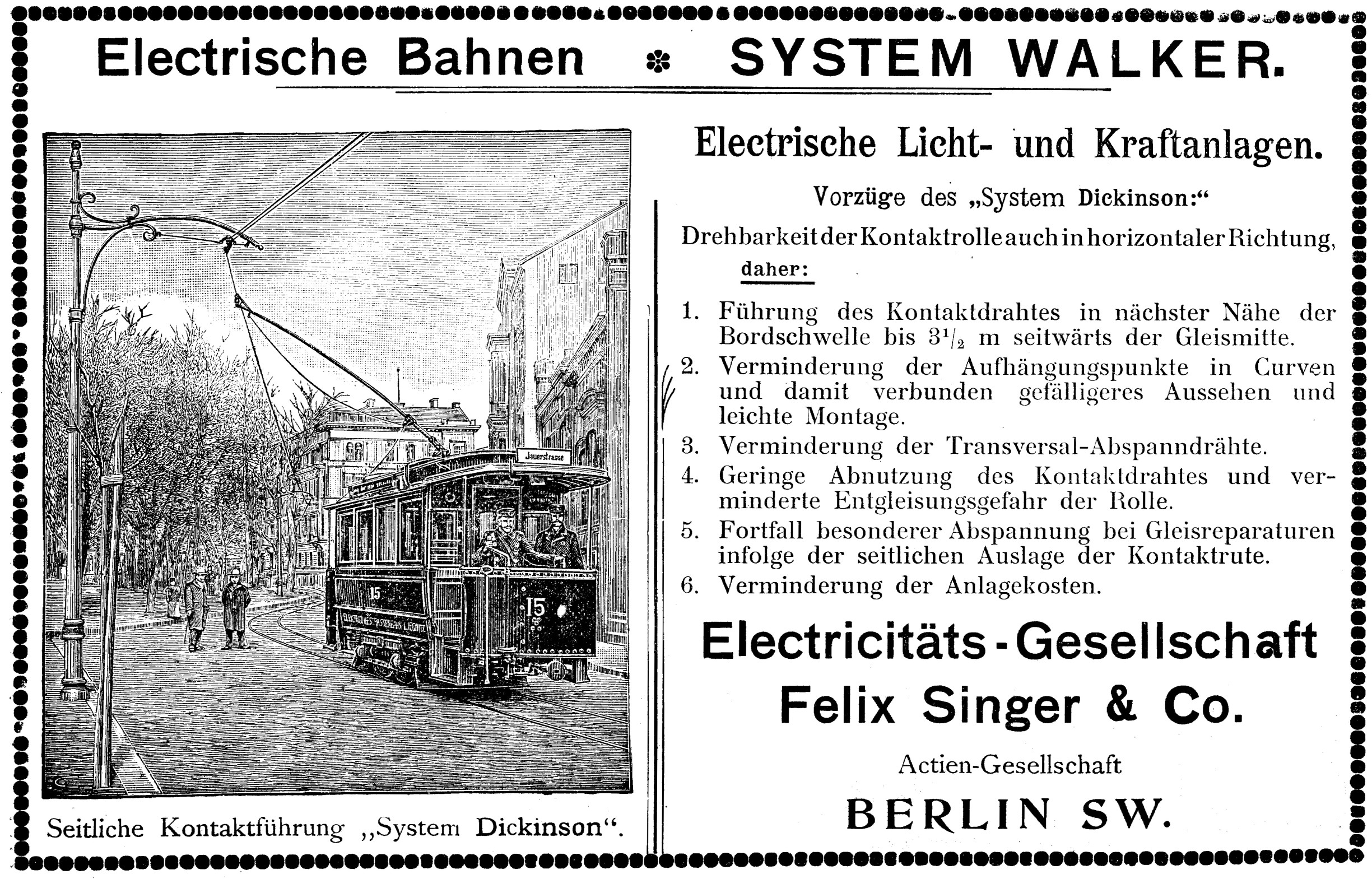
Werbeanzeige des Herstellers von 1898, im Bild ein ähnlicher Wagen in Legnica

Der hier behandelte Wagentyp existierte nur in Timișoara. Sehr ähnliche Wagen – das heißt ebenfalls einmotorig und mit einem Motor des Systems Walker sowie Dickinson-Stromabnehmern ausgerüstet – waren aber auch in anderen seinerzeit von der Electricitäts-Gesellschaft Felix Singer & Co. ausgerüsteten Betrieben anzutreffen:
- die Erstausstattung der Straßenbahn Bamberg, das heißt die 1897 vom MAN gebauten Triebwagen 1–15 mit einer Leistung von bis zu 25 PS[3]
- die Erstausstattung der Straßenbahn Legnica, das heißt die 1898 gebauten Triebwagen 1–18
- die Erstausstattung der Straßenbahn Rijeka, das heißt die 1899 von Ganz gebauten Triebwagen 1–8[4] mit einer Leistung von 17 PS
- die Erstausstattung der 1899 elektrifizierten Straßenbahn Toruń
- die Erstausstattung der Straßenbahn Stralsund, das heißt die 1900 vom Waggonbau Bautzen gebauten Triebwagen 1–7[5]

Sowohl in Timișoara als auch in Rijeka mussten die Straßenbahngesellschaften dabei Strafe zahlen, weil sie die Motoren aus dem Ausland bezogen. Außerdem entsprachen die von der Grazer Maschinen- und Waggonbau-Aktiengesellschaft hergestellten Beiwagen 151 und 152 der 1908 eröffneten Straßenbahn Abbazia wagenbaulich weitgehend den Weitzer-Triebwagen in Timișoara.